# Loving You (album)
Pour les articles homonymes, voir Loving You.
Albums de Elvis Presley
Elvis
(1956) Elvis' Christmas Album
(1957)
Loving You est un album d'Elvis Presley sorti le 1er juillet 1957. Il s'agit de la bande originale du film Amour frénétique, dont Presley tient le premier rôle.

## Titres

### Face 1
1. Mean Woman Blues (Claude Demetrius) – 2:15
2. (Let Me Be Your) Teddy Bear (Kal Mann, Bernie Lowe) – 1:45
3. Loving You (Jerry Leiber, Mike Stoller) – 2:12
4. Got a Lot o' Livin' to Do (Aaron Schroeder, Ben Weisman) – 2:31
5. Lonesome Cowboy (Sid Tepper, Roy C. Bennett) – 3:07
6. Hound Dog (Jerry Leiber, Mike Stoller) – 1:17
7. Party (Jessie Mae Robinson) – 1:27

### Face 2
1. Blueberry Hill (Vincent Rose, Al Lewis, Larry Stock) – 2:38
2. True Love (Cole Porter) – 2:07
3. Don't Leave Me Now (Aaron Schroeder, Ben Weisman) – 2:00
4. Have I Told You Lately That I Love You? (Johnny Russell, Scott Wiseman) – 2:30
5. I Need You So (Ivory Joe Hunter) – 2:40

## Musiciens
- Elvis Presley : chant, guitare acoustique
- Scotty Moore : guitare électrique
- Tiny Timbrell : guitare acoustique
- Dudley Brooks : piano
- Gordon Stocker : piano
- Hoyt Hawkins : piano, orgue
- Bill Black : contrebasse
- D. J. Fontana : batterie
- George Fields : harmonica
- The Jordanaires : chœurs